# Megalytta inflaticeps
Megalytta inflaticeps là một loài bọ cánh cứng trong họ Meloidae. Loài này được Beauregard miêu tả khoa học năm 1889.